# 開州区
開州区（かいしゅうく）は中華人民共和国重慶市に位置する市轄区。

## 地理
開州区は重慶市東北部に位置し、北は城口県、東は巫渓県及び雲陽県、南は万州区、西は四川省宣漢県及び開江県に接する。

## 歴史
古代より梁州の地であったこの地域に。秦朝は巴郡朐忍県を設置、216年（建安21年）には朐忍県西部を分割し漢豊県が設置された。南北朝時代になると南朝宋により漢豊県を分割し巴渠県・新浦県が新設されている。
535年、西魏が漢豊県を永寧県に改称、569年（天和4年）に北周により開州が設置され、永寧・万世（巴渠県を改称）・新浦・西流（新設）の4県を管轄した。598年（開皇18年）に隋朝により永寧県は盛山県と改称されたが、605年（大業元年）に開州は廃止された。618年（武徳元年）、唐朝により再び開州が設置された。その後の行政改革で元初には開州は開江・清水の2県を管轄するようになり、1373年（洪武6年）の州制廃止に伴い開州が開県に改編された。2016年6月に市轄区の開州区に改編された。

## 行政区画
下部に7街道、28鎮、5郷を管轄する。
- 街道:漢豊街道、鎮東街道、豊楽街道、白鶴街道、文峰街道、雲楓街道、趙家街道
- 鎮:郭家鎮、温泉鎮、鉄橋鎮、南雅鎮、和謙鎮、鎮安鎮、竹渓鎮、渠口鎮、厚壩鎮、高橋鎮、義和鎮、大進鎮、長沙鎮、臨江鎮、敦好鎮、中和鎮、岳渓鎮、南門鎮、河堰鎮、九竜山鎮、白橋鎮、天和鎮、金峰鎮、譚家鎮、巫山鎮、大徳鎮、白泉鎮、満月鎮
- 郷:関面郷、五通郷、麻柳郷、紫水郷、三匯口郷

## 交通

### 道路
- 高速道路
  -  銀百高速道路
  -  恩広高速道路（中国語版）
- 国道
  - G211国道
  - G347国道（中国語版）
  - G542国道（中国語版）
- 省道
  - 102省道、201省道、202省道

## 健康・医療・衛生
- 開州区人民医院
- 開州区中医院
- 重慶開州安康医院